# ももっち

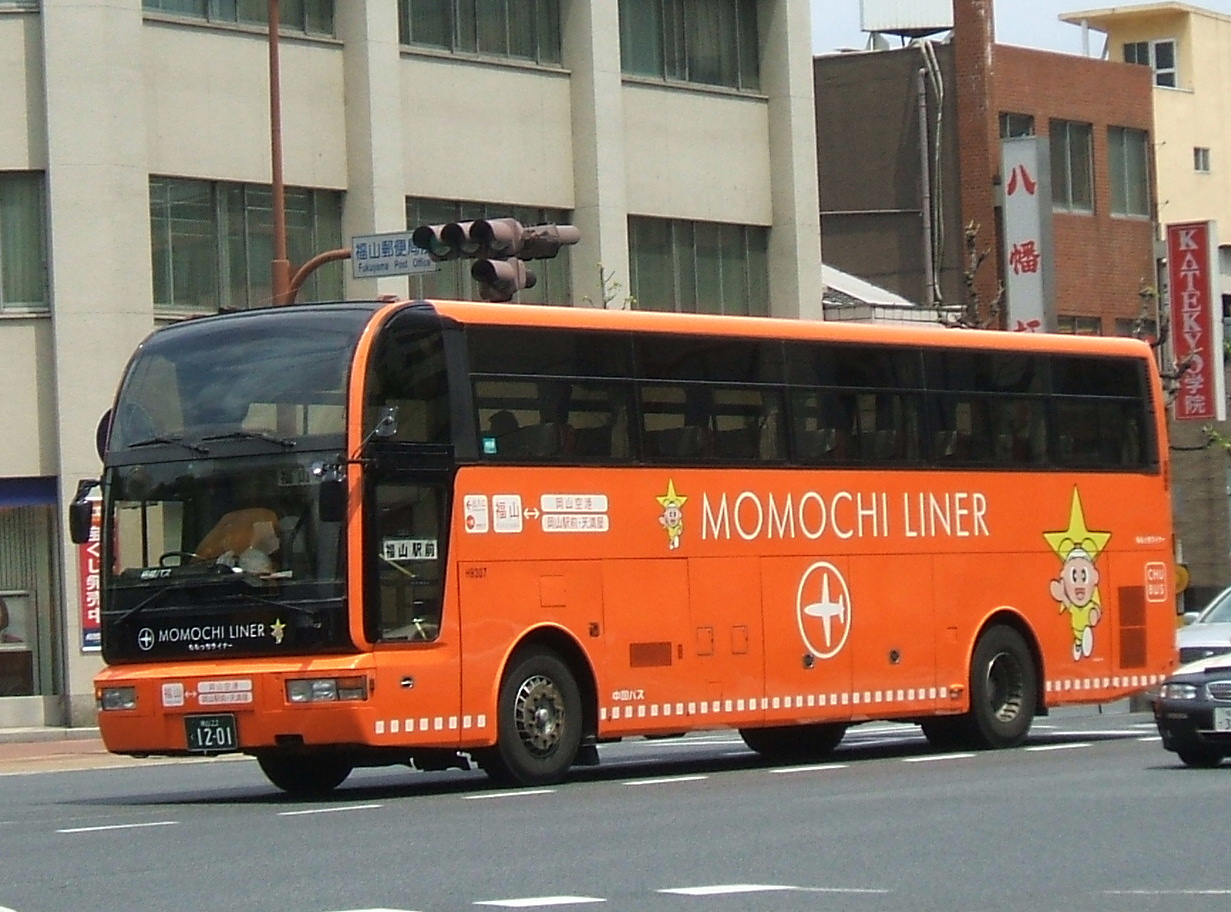
ももっちが描かれていた高速バス（ももっちライナー）現在はコンバートで広島空港リムジンバス（エアポートリムジン（福山－広島空港線））

ももっちは、岡山県のマスコットキャラクター。岡山県が舞台とされる桃太郎伝説の桃太郎をキャラクター化したもの。

## 概要
2000年（平成12年）に第60回国民体育大会のテーマ（愛称）およびスローガン（標語）が決定。テーマには12,392点の中から「晴れの国おかやま国体」が、スローガンには12,248点の中から「あなたがキラリ☆」が選ばれた。2001年7月に、テーマおよびスローガンをモチーフとしたマスコットキャラクターを募集。5,500点を超える中から赤木一行のデザインが選ばれた。その後、愛称の募集が行われ、約65,000点の中から「ももっち」が選ばれた。
2005年（平成17年）、晴れの国おかやま国体・輝いておかやま大会でマスコットキャラクターとして活躍。2006年には岡山県のマスコットになった。
2014年に装飾を中心にデザインを一新。髪の色は黄色で後頭部に大きな星形の髷を結い、桃をあしらった陣羽織とはちまき姿をしている。

## 歴史
- 2001年7月 - 岡山県が国体マスコットとキャラクター名を公募[1]。
- 2005年 - 晴れの国おかやま国体・輝いておかやま大会大会マスコットとして活躍[3]。多数のグッズも登場。
- 2006年4月　岡山県がももっちに岡山県マスコットとして交付[3]。この時、仲間のキャラクターとして「いぬっち」「さるっち」「きじっち」が登場した[3]。
- 2010年5月 - ガールフレンドキャラクターとして鬼をもとにアレンジした「うらっち」が登場[3]。温羅伝説にちなんで名前がつけられた[3]。
- 2014年 - 黄色いランニングシャツがトレードマークだった基本スタイルを、桃をあしらった陣羽織とはちまき姿に変えた。

## ももっち体操
国体の際に、学生ボランティアネットワーク「キラリ☆ネット」を中心としてつくられた体操。
- 作詞 - 要木一志、海田賢一
- 作曲 - 海田賢一
- 唄 - 馬越明子、大塚加奈子、中川杏菜、山崎純子